# Vas(II)-bromid
A vas(II)-bromid szervetlen vegyület, képlete FeBr2. A vízmentes vegyület sárga vagy barnás színű, paramágneses szilárd anyag. Több hidrátformája is ismert, ezek halvány színű szilárd vegyületek. Más vasvegyületek laboratóriumi előállításának szokásos kiindulási anyaga, de ipari alkalmazása nincs.

## Szerkezete
Más fém-halogenidekhez hasonlóan polimer szerkezettel rendelkezik, melyben az izolált fémcentrumokat halogenid kapcsolják össze.  CdI2 rácsban kristályosodik, melyben a bromidionok szorosan illeszkedő rétegei közötti oktaéderes lyukakban helyezkednek el a Fe(II) ionok. Ez némileg eltér a FeCl2 rácsától, mely CdCl2 szerkezetű.

## Előállítása és reakciói
Vaspor és tömény hidrogén-bromid metanolos oldatának reakciójával állítják elő, melynek során [Fe(MeOH)6]Br2  metanol szolvát és hidrogéngáz keletkezik. A metanolkomplexet vákuum alatt melegítve kapjuk a tiszta FeBr2-ot. Vas és elemi bróm reakciójával nem állítható elő, mivel ilyenkor vas(III)-bromid keletkezik.[forrás?]
2 ekvivalens (C2H5)4NBr-rel reagálva [(C2H5)4N]2FeBr4 keletkezik belőle.
Bromiddal és brómmal reagáltatva intenzív színű [FeBr3Br9]−-et képez.
Mint minden vas(II) vegyület, a FeBr2 is gyenge redukálószer.[forrás?]

## Mágnesessége
4,2 K-en erősen metamágneses, a metamágneses vegyületek prototípusaként sokat tanulmányozták.

## Fordítás
Ez a szócikk részben vagy egészben  az   Iron(II) bromide című angol Wikipédia-szócikk ezen változatának fordításán alapul.  Az eredeti cikk szerkesztőit annak laptörténete sorolja fel. Ez a jelzés csupán a megfogalmazás eredetét és a szerzői jogokat jelzi, nem szolgál a cikkben szereplő információk forrásmegjelöléseként.